# Euderus alvarengai
Euderus alvarengai is een vliesvleugelig insect uit de familie Eulophidae. De wetenschappelijke naam is voor het eerst geldig gepubliceerd in 1975 door De Santis & Diaz.